# Sur le départ

Sur le départ (en tchèque : Odcházení) est un film tchèque sorti en 2011, réalisé par Václav Havel. Il est inspiré de sa pièce du même nom, il a été tourné en 2010 et monté fin 2010, début 2011 avant la disparition de son réalisateur en novembre 2011.

## Fiche technique
- Titre : Sur le départ
- Titre originel : Odcházení
- Production : Jaroslav Boucek
- Réalisation : Václav Havel
- Scénario : Václav Havel
- Régie : Václav Havel
- Cameraman : Jan Malíř
- Script : Jiří Brožek
- Musique : Michal Pavlíček
- Distribution en salle : Bontonfilm (voir le site bontonfilm.cz)
- Lieu de tournage : Prague (République Tchèque)
- Langue originale : tchèque
- Durée : 97 minutes
- Date de sortie : 22 mars 2011 en  République tchèque et  France (27 copies prévues en France[1])

## Distribution
- Josef Abrhám : Rieger
- Dagmar Havlová : Irena
- Vlasta Chramostová : Babička
- Eva Holubová : Monika
- Tatiana Vilhelmová : Vlasta
- Jan Budař : Albín
- Ivana Uhlířová : Zuzana
- Jiří Lábus : Hanuš
- Roman Bloodwrth :
- Oldřich Kaiser : Viktor
- Barbora Seidlová : Bea
- Stanislav Zindulka : Osvald
- Jiří Macháček : Jack
- Stanislav Milota : Bob
- Miroslav Krobot : Knobloch
- Jaroslav Dušek : Klein
- Jiří Bartoška : 1er agent de police
- Karel Beseda : 2e agent de police
- Marián Labuda : 3e agent de police
- Michal Novotný : 4e agent de police
- Pavel Landovský : le cocher
- Ivan M. Havel
- Martin Palouš

## Évènements autour du film
- La première du film en Tchéquie a lieu le 22 mars 2011 dans la salle du Lucerna, inaugurée en 1909 et qui est aujourd’hui le plus ancien cinéma tchèque en activité. Le choix de cette date et de ce lieu coïncide avec le 150e anniversaire de la naissance du grand-père Havel, architecte et entrepreneur en bâtiment[2] et le fait qu'elle est une partie intégrante d’un immense palais de style art nouveau, construit à l’initiative du grand-père du cinéaste. Hospitalisé depuis le 8 mars pour inflammation pulmonaire, Václav Havel a bénéficié pour l'occasion d'une autorisation spéciale de sortie de l'hôpital où il était soigné afin de se rendre à l'évènement. Il est arrivé vers 20 h 00 (heure locale - 19h00 GMT), après la projection du film.

- 2011 : Le film a été présenté hors compétition dans la catégorie Forum du festival du film de Berlin Berlinale en 2011[3].

- 2011 : Projection[4] dans le cadre du 2e Festival du film Czech-in qui se déroule chaque année au cinéma parisien L’Entrepôt (Markéta Hodoušková est chargée de la programmation).

- 2012 : Projection[5] dans le cadre du Festival de l'Europe autour de l'Europe

2012 - "Silence et bruit", en présence de Vlasta Chramostová, comédienne et organisatrice du théâtre d'appartement clandestin auquel Havel fut associé pendant la "normalisation" soviétique.

## Versions étrangères
Disponible en version originale sous-titrée (fr)
- {en} Leaving